# Суворов, Николай Георгиевич
Николай Георгиевич Суво́ров (1889—1972) — советский художник кино. Народный художник РСФСР (1969). Лауреат двух Сталинских премий первой степени (1946, 1951). Член ВКП(б) с 1945 года.

## Биография
Родился 25 ноября (7 декабря) 1889 года в Саратове.
В 1909 году окончил Саратовское Боголюбовское художественное училище.
В 1920—1921 годах работал в Саратовском театре.
С 1927 года на киностудии «Севзапкино».
Умер 27 декабря 1972 года. Похоронен в Санкт-Петербурге на Северном кладбище.

## Фильмография
- 1929 — Адрес Ленина и Каин и Артём (совместно с И. П. Махлисом)
- 1931 — Златые горы
- 1933 — Гроза
- 1935 — Крестьяне и Три товарища (совместно с В. Г. Калягиным)
- 1936 — Депутат Балтики (совместно с В. Г. Калягиным)
- 1937/1938 — Пётр Первый (совместно с В. Г. Калягиным)
- 1937, 1939 — Великий гражданин
- 1938 — Одиннадцатое июля
- 1943 — Она защищает Родину
- 1944 — Небо Москвы
- 1945 — Великий перелом
- 1949 — Великая сила
- 1950 — Мусоргский (совместно с А. П. Векслером)
- 1952 — Римский-Корсаков
- 1955 — Михайло Ломоносов и Чужая родня
- 1956 — Солдаты
- 1957 — Балтийская слава и Шторм
- 1960, 1961 — Поднятая целина (3-я серия совместно с А. П. Векслером)
- 1961 — Самые первые
- 1962 — Если позовёт товарищ
- 1963 — Всё остаётся людям
- 1966 — Республика ШКИД (совместно с Е. Г. Гуковым)

## Награды и премии
- Заслуженный деятель искусств РСФСР (17 апреля 1944)
- Сталинская премия первой степени (1946)
- Сталинская премия первой степени (1951)
- Народный художник РСФСР (29 сентября 1969)
- Орден Трудового Красного Знамени (23.03.1938 — в связи с выпуском выдающихся кинофильмов, получивших единодушное одобрение зрителей, «Ленин в Октябре», «Петр I-ый» и колхозный фильм «Богатая невеста»; 6 марта 1950 — за выдающиеся заслуги в развитии советской кинематографии, в связи с 30-летием[1])
- медали
- приз МКФ в Канне (1951) — за фильм «Мусоргский» (1950)